# نهر بودري
نهر بودري هو نهر في منطقة كندال، شمال جاوا الوسطى، اندونيسيا.  يتدفق نهر بودري من الجنوب إلى الشمال إلى بحر جاوة. 

## جغرافية
يتدفق النهر على طول المنطقة الوسطى الشمالية من جاوة مع مناخ الرياح الموسمية في الغالب. متوسط درجة الحرارة السنوي في المنطقة هو 25 ° C. أكثر شهور دفئًا هو شهر أكتوبر، حيث يبلغ متوسط درجة الحرارة حوالي 28 ° C، وأكثر الشهور برودة هو يناير، عند 24 درجة مئوية ° C. يبلغ متوسط هطول الأمطار السنوي 3459 ملم. الشهر الأكثر جفافًا هو يناير، مع متوسط 713 ملم من الأمطار، وأكثر الشهور جفافًا هو سبتمبر، مع 33 ملم من الأمطار 

## الهيدرولوجيا
نهر بودري يرتفع في جبال شمال سيرايو من جبل سوندورو (3,150 مترًا) في قرية كانغال، حي كانديروتو، منطقة تيمانغونغ. كما يستقبل تيارات من المنحدر الشمالي لجبل براهو (2,590 م) في هضبة ديينغ، وجبل بيسر (1036 م)، وجبل كيبيتينغ (1,169 م) وأيضًا من جبل أنغاران (2050 م) في منطقة سمارانغ. يُطلق على المنبع في منطقة تيمانغونغ «نهر لوتوت» (Sungai Lutut). تصريف النهر يكون في بحر جاوة. 
يتدفق النهر من خلال اثنين من المناطق: منطقة تيمانغونغ في المنبع ومنطقة كندال في الوسط والمصب. في منطقة تيمانغونغ، يعبر هذا النهر أحياء شانديريتو وبيجين وجيموانغ. في منطقة كندال، يعبر أحياء سينجروجو، باتين، بيجاندون، جيموه، سيبيرنغ وباتون. حجم الحوض (الإندونيسي: Daerah aliran sungai أو "DAS") من بودري حتى مصب النهر حوالي 610.8 كيلومتر مربع (235.8 ميل2)، مقسمة إلى 5 أصغر DAS الفرعية: Sub-DAS Lutut ، Sub-DAS Logung ، Sub-DAS Putih ، Sub-DAS Blorong و Sub-DAS Bodri Hilir ، التي تضم 4 مناطق: منطقة تيمانغونغ (4 أحياء)، منطقة كندال (12 حي)، منطقة سمارانغ (حي واحد) و2 حي في مدينة سمارانغ.

### روافد
بعض الروافد الرئيسية لنهر بودري هي: 
- نهر بينجونج
- نهر لوجونج
- نهر رينغن
- نهر كاليبوتيه
- نهر كاليبوبو
- نهر لوونجو
- نهر تروكوه
- نهر مانغونغ

## استعمال
يستخدم السكان على طول نهر بودري المياه لمصايد الأسماك، إما عن طريق الصيد التقليدي أو بالشباك. يستخدم التصريف العالي للنهر أيضًا في الري الذي يمر ببعض السدود، مثل سد جويرو على حدود قرية ونوساري، مقاطعة بيجاندون، مع قرية تريهارجو، مقاطعة جيموه، منطقة كندال. في منطقة مصب النهر، يوجد ميناء للصيادين في الساحل الشمالي مع مكان لبيع الأسماك بالمزاد. هناك جاذبية سياحية باسم "Curug Guwung" في الجزء العلوي من نهر بودري، في قرية جونونغ بايونغ، حي شانديروتو، منطقة  تيمانغونغ 